# 케냐 대통령
케냐의 대통령(스와힐리어: Rais wa Jamhuri ya Kenya, 영어: President of Kenya)은 케냐의 국가원수 및 정부수반이다. 대통령은 케냐 정부의 행정부를 이끌며 케냐 방위군의 총사령관이다. 대통령의 관저는 나이로비 주립 의사당에 있다. 대통령의 부인은 케냐의 퍼스트 레이디라고 불린다.

## 역사
케냐의 독립 이전 헌법은 아프리카의 옛 영국 식민지에 사용된 표준 "랜캐스터 하우스 템플릿"을 기반으로 하였으며, 초기 개정의 대상이 되었으며, 1969년에 대체되었다.
독립 헌법에 따르면 영국의 군주 엘리자베스 2세는 케냐의 국가 원수였으며, 케냐의 총독은 정부 원수였다. 1964년 영국으로부터 독립한 다음 해, 1963년 헌법이 개정되어 공화국이 되었고, 현재 대통령은 국가 원수와 정부 수반을 겸하고 있다.
케냐의 대통령은 조모 케냐타, 대니얼 아랍 모이, 음와이 키바키, 우후루 케냐타, 그리고 현 윌리엄 루토 등 5명으로 구성되어 있다. 대니얼 아랍 모이는 총 24년 동안 재임한 케냐에서 가장 오래 재임한 대통령으로 남아 있다.

## 자격 요건들
대통령으로 당선될 사람은 케냐 국민이어야 하며, 국회의원으로 당선될 수 있고 정당에 의해 지명되거나 무소속 후보로 출마할 수 있다. 이 후보는 또한 24개 카운티의 2천 명 이상의 유권자들에 의해 지명되었어야 했다.
후보자가 외국에 충성하거나 공무원으로서 어떤 자격으로 정부를 위해 일하고 있다면 대통령 선거에 출마할 자격이 없을 것이다. 현직 대통령에게는 공무원이 되는 것이 해당되지 않는다.

## 같이 보기
- 케냐의 국가 원수 목록
- 케냐의 총리